# 柯伦剧院
柯伦剧院（Curran Theatre）位于旧金山剧院区的吉里街445号（泰勒街和梅森街之间）于1922年2月开业，以第一位业主荷马·柯伦（Homer Curran）的名字命名。2014年，剧院归卡罗尔·肖伦斯坦·海斯（Carole Shorenstein Hays）所有。

## 历史
荷马·柯伦在建造这座柯伦剧院之前，已经经营了第一个以他的名字命名的柯伦剧院数年之久；但是原来的柯伦剧院在这之前和之后都曾多次改名，而这座柯伦剧院却从未改名。它于1922年2月开业。
柯伦剧院于2015年9月因装修升级而关闭，2017年1月25日重新开放，首演剧目为音乐剧Fun Home。

## 建筑和内部
主厅上方的天花板是手绘的，在石膏中使用了钢丝绒，以模仿木纹效果。